# Liste der Frauen-Rugby-Länderspiele Deutschlands
| Datum      | Ort               | Gegner       | Ergebnis | Anlass                           |
| ---------- | ----------------- | ------------ | -------- | -------------------------------- |
| 14.10.1989 | Berlin            | Schweden     | 0:8      | Freundschaftsspiel               |
| 09.11.1991 | Trelleborg        | Schweden     | 10:20    | Freundschaftsspiel               |
| 17.10.1992 | Hannover          | Niederlande  | 0:39     | Freundschaftsspiel               |
| 10.10.1993 | Delft             | Niederlande  | 0:53     | Freundschaftsspiel               |
| 31.10.1993 | Hannover          | Kasachstan   | 11:10    | Freundschaftsspiel               |
| 19.11.1994 | Hamburg           | Schweden     | 12:0     | Freundschaftsspiel               |
| 28.11.1994 | Hannover          | Kasachstan   | 3:15     | Freundschaftsspiel               |
| 06.05.1995 | Rottweil          | Katalonien   | 3:75     | Freundschaftsspiel               |
| 14.05.1995 | Heidelberg        | Portugal     | 50:0     | Freundschaftsspiel               |
| 10.04.1996 | Madrid            | Spanien      | 0:53     | FIRA-EM 1996, Gr. B              |
| 11.04.1996 | Madrid            | Niederlande  | 11:29    | FIRA-EM 1996, Gr. B              |
| 13.04.1996 | Madrid            | Italien      | 0:39     | FIRA-EM 1996, um Platz 3 (?)     |
| 24.08.1996 | Hannover          | Kasachstan   | 3:53     | Freundschaftsspiel               |
| 02.04.1997 | Nizza             | Frankreich   | 18:58    | FIRA-EM 1997, Viertelfinale      |
| 04.04.1997 | Nizza             | Niederlande  | 10:32    | FIRA-EM 1997, Trostrunde         |
| 06.04.1997 | Nizza             | Irland       | 0:16     | FIRA-EM 1997, um Platz 7         |
| 31.08.1997 | Hürth             | England      | 0:84     | Freundschaftsspiel               |
| 26.10.1997 | Amsterdam         | Niederlande  | 7:31     | Freundschaftsspiel               |
| 09.11.1997 | Hamburg           | Irland       | 6:32     | Freundschaftsspiel               |
| 02.05.1998 | Amsterdam         | Neuseeland   | 6:134    | WM 1998, Gr. C, Halbfinale       |
| 05.05.1998 | Amsterdam         | Italien      | 5:34     | WM 1998, Gr. C, um Platz 3       |
| 09.05.1998 | Amsterdam         | Wales        | 12:55    | WM 1998, Playoff                 |
| 12.05.1998 | Amsterdam         | Schweden     | 20:18    | WM 1998, Playoff                 |
| 15.05.1998 | Amsterdam         | Niederlande  | 3:67     | WM 1998, um Platz 13             |
| 09.04.1999 | Hannover          | Niederlande  | 12:19    | Freundschaftsspiel               |
| 11.04.1999 | Hannover          | Kasachstan   | 6:34     | Freundschaftsspiel               |
| 08.05.2000 | El Ejido          | Niederlande  | 5:12     | FIRA-EM 2000, B                  |
| 08.05.2000 | El Ejido          | Flandern     | 6:8      | FIRA-EM 2000, B                  |
| 10.05.2000 | Roquetas          | Niederlande  | 0:7      | FIRA-EM 2000, B                  |
| 10.05.2000 | El Ejido          | Flandern     | 5:0      | FIRA-EM 2000, B                  |
| 13.05.2000 | Roquetas          | Italien      | 5:27     | FIRA-EM 2000, Relegation A/B     |
| 12.08.2000 | Hannover          | Schweden     | 5:30     | Freundschaftsspiel               |
| 07.05.2001 | Villeneuve-d’Ascq | Schweden     | 13:15    | FIRA-EM 2001, B                  |
| 09.05.2001 | Lille             | Niederlande  | 6:17     | FIRA-EM 2001, B                  |
| 12.05.2001 | Lille             | Belgien      | Sieg GER | FIRA-EM 2001, B                  |
| 20.03.2002 | San Donà di Piave | Italien      | 0:16     | FIRA-ENC 2002, Halbfinale        |
| 23.03.2002 | Treviso           | Niederlande  | 12:10    | FIRA-ENC 2002, um Platz 3        |
| 13.05.2002 | Barcelona         | Neuseeland   | 0:117    | WM 2002, Gr. A, Halbfinale       |
| 17.05.2002 | Barcelona         | Wales        | 0:77     | WM 2002, Gr. A, um Platz 3       |
| 20.05.2002 | Barcelona         | Irland       | 0:18     | WM 2002, Playoff um Plätze 13–16 |
| 24.05.2002 | Barcelona         | Niederlande  | 19:20    | WM 2002, um Platz 15             |
| 08.05.2003 | Amsterdam         | Norwegen     | 75:0     | FIRA-EM 2003, B, Halbfinale      |
| 11.05.2003 | Amsterdam         | Niederlande  | 12:19    | FIRA-EM 2003, B, Finale          |
| 02.05.2004 | Toulouse          | Norwegen     | 67:0     | FIRA-EM 2004, B                  |
| 05.05.2004 | Toulouse          | Dänemark     | 47:0     | FIRA-EM 2004, B                  |
| 08.05.2004 | Toulouse          | Niederlande  | 0:30     | FIRA-EM 2004, B                  |
| 07.04.2005 | Hamburg           | Italien      | 0:52     | FIRA-EM 2005, A, Halbfinale      |
| 09.04.2005 | Hamburg           | Schweden     | 5:17     | FIRA-EM 2005, A, um Platz 3      |
| 11.04.2007 | Löwen (Leuven)    | Frankreich U | 14:19    | FIRA-EM 2007, B2                 |
| 12.04.2007 | Brüssel           | Norwegen     | 48:0     | FIRA-EM 2007, B2                 |
| 13.04.2007 | Lüttich           | Finnland     | 32:0     | FIRA-EM 2007, B2                 |
| 15.04.2007 | Boitsfort         | Rumänien     | 15:13    | FIRA-EM 2007, B, um Platz 3      |
| 28.10.2007 | Heidelberg        | Luxemburg    | 37:0     | Freundschaftsspiel               |
| 16.03.2008 | Aachen            | Niederlande  | 0:50     | Freundschaftsspiel               |
| 08.05.2010 | Sélestat          | Italien      | 0:43     | FIRA European Trophy, Gr. B      |
| 10.05.2010 | Colmar            | Schweden     | 0:29     | FIRA European Trophy, Gr. B      |
| 12.05.2010 | Haguenau          | Russland     | 14:17    | FIRA European Trophy, Gr. B      |
| 15.05.2010 | Straßburg         | Belgien      | 5:5      | FIRA European Trophy, um Platz 7 |
| 27.02.2018 | Waterloo          | Spanien      | 0:44     | Rugby Europe -EM, Halbfinale     |
| 02.03.2018 | Waterloo          | Belgien      | 24:5     | Rugby Europe -EM, um Platz 3     |
| 29.03.2019 | Amsterdam         | Niederlande  | 17:46    | Rugby Europe -EM, Halbfinale     |
| 04.05.2019 | Bonn              | Russland     | 5:22     | Rugby Europe -EM, um Platz 3     |

Anm.: Da die meisten Spiele auf neutralem Grund stattfanden, wurde davon abgesehen, das jeweilige Ergebnis in der Reihenfolge Heim/Auswärts anzugeben. Die erste Zahl zeigt immer die Spielpunkte für Deutschland!
Im Jahr 2010 wurde der Spielbetrieb der 15er-Nationalmannschaft nach der Teilnahme an der European Trophy bis auf weiteres eingestellt. Sämtliche personellen und finanziellen Mittel wurden seither auf die 7er-Nationalmannschaft konzentriert, siehe Deutsche Rugby-Frauen#Nationalmannschaft.